# Aemilian Rosengart
Æmilian Joseph Rosengart (29 mars 1757 - 29 mai 1810) né à Kirchheim, est un théologien, philosophe, musicien et compositeur allemand.

## Biographie
Aemilian Rosengart était un contemporain de Mozart et Haydn. Il a étudié au séminaire bénédictin d’Ulm. Il prononce ses vœux en 1775  et a été ordonné en 1781.
À l'abbaye bénédictine d'Ochsenhausen, il enseigne la théologie et  la philosophie. En 1795, il est nommé directeur musical par l'abbé Romuald Weltin  et reste à ce poste jusqu’à la sécularisation en 1803, puis sera abbé prieur jusqu'à sa mort à Tannheim.
Rosengart écrit généralement pour chœur, avec accompagnement d’orgue et de cordes, et occasionnellement d’instruments à vent le plus souvent deux flûtes et deux cors.

## Œuvres
Il reste environ 90 de ses compositions de musique chorale sacrée . Plus de la moitié d'entre elles sont des hymnes généralement composés pour accompagner des textes bien connus et chantés par un chœur à quatre voix ou un soliste pendant les vêpres.
- Te Deum Laudamus
- Ave Maris Stella
- Cantate Domino
- Veni Sancte Spiritus
- Rorate Coeli
- Tristes erant apostola
- Magnificat V
- Veni Creator Spiritus
- Ave Maria
- Hostis Herodes
- Iste confessor Domini
- Tenebrae factae sunt
- Lauda Sion
- Qua vocat me
- Christe Redemptor Omnium[2].